# Ripe di Civitella
Ripe di Civitella is een plaats (frazione) in de Italiaanse gemeente Civitella del Tronto.